# Alpine A110
Alpine A 110 byl nejslavnějším modelem automobilky Alpine.

## Historie
Vůz byl představen v roce 1961, výroba probíhala v letech 1962 až 1977. Celkem bylo vyrobeno 7 176 kusů zpočátku pod jménem Alpine, později jako Alpine Renault a Renault Alpine (nezávislý výrobce Alpine byl pohlcen továrnou Renault v roce 1973). Do roku 1969 byl vyráběn kromě varianty coupe i ve verzi cabrio. Vestavěné přídavné světlomety velmi podtrhovaly sportovní charakter vozu.
Automobily tohoto typu se montovaly také v Brazílii a Bulharsku.

## Technická data
Technika vozu vycházela z tehdy připravovaného automobilu Renault 8, základním rysem byla extrémně nízká stavba karosérie a použitý materiál na její stavbu - laminát. Zajímavé bylo mj. použití zadních koncových svítilen z původního typu Renault 8. Objem použitých motorů se pohyboval od 956 do 1647 cm³, výkon se tím postupně zvýšil až na 130 koní. Motory pocházely v průběhu výroby z různých vozů Renault 8, Renault 12, Renault 15 a Renault 16.

## Závodní úspěchy
Automobily patřily mezi nejúspěšnější vozy, které se účastnily tehdy nově vypsaného Mezinárodního mistrovství výrobců (1970 až 1972) a prvních ročníků Mistrovství světa v rallye (WRC, od roku 1973). Na Rallye Monte Carlo 1973 obsadily tyto vozy první tři místa, stejně jako předtím v roce 1971. Nejúspěšnějšími jezdci vůbec byli Francouzi Jean-Luc Thérier, Jean-Pierre Nicolas a Jean-Claude Andruet (který s Alpine zvítězil v Mistrovství Evropy jezdců v roce 1970) a Švéd Ove Andersson, kteří na tomto voze získali mnoho vítězství v soutěžích rallye. Značka získala i prvenství v Mezinárodním mistrovství výrobců (předchůdci šampionátu WRC) v roce 1971 a prvenství v šampionátu WRC 1973. Její dominanci ukončilo nasazení podobně koncipovaných, nicméně pro rallye speciálně navržených vozů Lancia Stratos.
V Československu s tímto vozem jezdil a byl velice úspěšný Vladimír Hubáček, který několikrát vyhrál celkově v mistrovství republiky v automobilových soutěžích. Dalším úspěšným jezdcem z "východu" byl Ilja Čubrikov, který se soutěží Mistrovství Evropy jezdců účastnil s v Bulharsku montovanými Bulgaralpine.

### Externí odkazy

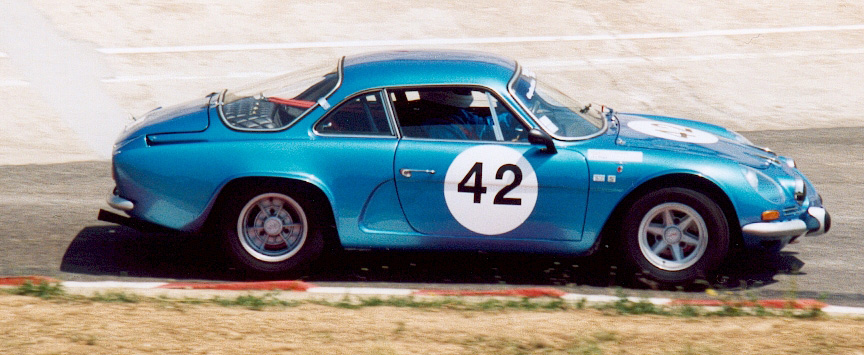
Alpine v závodě